# Coelum Stellatum Christianum

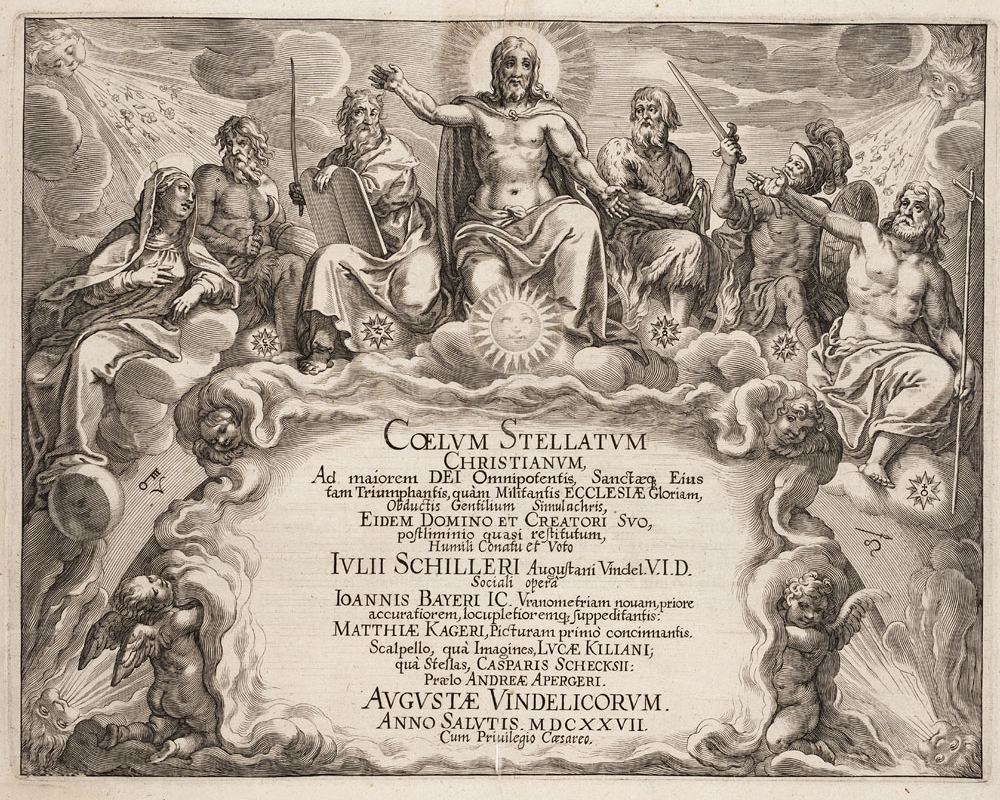
Portada de atlas estelar de Schiller, el Coelum Stellatum Christianum.

El Coelum Stellatum Christianum es un atlas del firmamento publicado en 1627, obra del alemán Julius Schiller (c. 1580-1627) con la colaboración de su amigo, el astrónomo Johann Bayer (1572–1625). En el tratado, que se editó el mismo año de la muerte de Schiller, se reemplazaron las denominaciones paganas de las constelaciones por nombres bíblicos y de personajes de la tradición cristiana. Específicamente, Schiller reemplazó las constelaciones zodiacales por los doce apóstoles, las constelaciones del norte por figuras del Nuevo Testamento y las constelaciones del sur por figuras del Antiguo Testamento.
Los planetas, el Sol y la Luna fueron también reemplazados por figuras bíblicas:
- El Sol es reemplazado por Jesucristo.
- La Luna es reemplazada por Santa María.
- Mercurio es reemplazado por Elías.
- Venus es reemplazado por Juan el Bautista.
- Marte es reemplazado por Josué.
- Júpiter es reemplazado por Moisés.
- Saturno es reemplazado por Adán.

Lucas Kilian fue el artista que realizó los grabados que componen la obra.
Este atlas de estrellas se consideró meramente una curiosidad, en contraste con la Uranometria de Bayer, que obtuvo una amplia aceptación.

## Constelaciones
En general, las cifras y símbolos del Nuevo Testamento corresponden a elementos situados al norte de la eclíptica:
| Unión Astronómica Internacional | Coelum Stellatum Christianum         | Imagen |
| ------------------------------- | ------------------------------------ | ------ |
| Osa Menor                       | Arcángel Miguel                      |        |
| Osa Mayor                       | Barca de San Pedro                   |        |
| Draco                           | Matanza de los Inocentes             |        |
| Cefeo                           | Esteban (mártir)                     |        |
| Bootes                          | Silvestre I                          |        |
| Coma Berenices                  | Flagelación de Cristo                |        |
| Corona Borealis                 | Corona de espinas                    |        |
| Hércules                        | Reyes Magos                          |        |
| Lira                            | Belenismo                            |        |
| Cisne                           | Santa Helena                         |        |
| Casiopea                        | María Magdalena                      |        |
| Perseo                          | Pablo de Tarso                       |        |
| Auriga                          | San Jerónimo                         |        |
| Ofiuco                          | San Benito                           |        |
| Serpens                         | Zarza                                |        |
| Águila                          | Santa Catalina                       |        |
| Sagita                          | Lanza Sagrada                        |        |
| Delfín                          | Tinaja del agua de las Bodas de Caná |        |
| Potro                           | Rosa mística                         |        |
| Pegaso                          | Arcángel Gabriel                     |        |
| Andrómeda                       | Santo Sepulcro                       |        |
| Triángulo                       | Tiara papal de Pedro                 |        |
| Ballena                         | Santa Ana                            |        |
| Ballena                         | San Joaquín                          |        |
| Orión                           | José de Nazaret                      |        |

Las figuras y símbolos del Antiguo Testamento figuran por lo general al sur de la eclíptica:
| Unión Astronómica Internacional               | Coelum Stellatum Christianum                | Imagen |
| --------------------------------------------- | ------------------------------------------- | ------ |
| Eridanus                                      | Mar Rojo                                    |        |
| Liebre                                        | Gedeón                                      |        |
| Paloma                                        | Paloma de Noé                               |        |
| Canis Maior                                   | David                                       |        |
| Canis Minor                                   | Cordero de Dios                             |        |
| Puppis, Carina, Vela, Brújula (Nave de Argos) | Arca de Noé                                 |        |
| Hidra                                         | Río Jordán (no confundir con: Jordanus)     |        |
| Cráter, Cuervo                                | Arca de la Alianza                          |        |
| Centauro                                      | Abraham e Isaac                             |        |
| Lobo                                          | Jacob                                       |        |
| Altar                                         | Mesa del Tabernáculo                        |        |
| Corona Austral                                | Corona de Salomón                           |        |
| Pez Austral                                   | Granero de la viuda de Sarepta (vgl. Elías) |        |
| Grulla, Fénix                                 | Patriarca Aarón                             |        |
| Pavo, Indio                                   | Job                                         |        |
| Mosca                                         | Eva                                         |        |
| Triángulo Austral                             | Cruz de Tau                                 |        |
| Pez Volador, Pez Dorado                       | Abel                                        |        |
| Tucán, Hidra                                  | Arcángel Rafael                             |        |

## Signos del Zodíaco
Los doce signos del zodiaco se sustituyen por los Apóstoles:
| Unión Astronómica Internacional | Coelum Stellatum Christianum | Imagen |
| ------------------------------- | ---------------------------- | ------ |
| Aries                           | Simón Pedro                  |        |
| Tauro                           | Andrés el Apóstol            |        |
| Géminis                         | Santiago el Mayor            |        |
| Cáncer                          | Juan el Apóstol              |        |
| Leo                             | Tomás el Apóstol             |        |
| Virgo                           | Santiago el Menor            |        |
| Libra                           | Felipe el Apóstol            |        |
| Escorpio                        | Bartolomé el Apóstol         |        |
| Sagitario                       | Mateo el Evangelista         |        |
| Capricornio                     | Simón el Zelote              |        |
| Acuario                         | Judas Tadeo                  |        |
| Piscis                          | Matías el Apóstol            |        |